# Csukabálna
A csukabálna (Balaenoptera acutorostrata) az emlősök (Mammalia) osztályának párosujjú patások (Artiodactyla) rendjébe, ezen belül a barázdásbálna-félék (Balaenopteridae) családjába tartozó faj.

## Rendszertani besorolása
A déli félgömb tengereiben élő déli csukabálna (Balaenoptera bonaerensis) a modern rendszertan szerint külön fajnak számít.

### Alfajai
A csukabálnának három alfaja van:
- Balaenoptera acutorostrata acutorostrata - az észak-atlanti-óceáni
- Balaenoptera acutorostrata scammoni - az északi-csendes-óceáni
- B. a. ssp. - a törpe csukabálna

## Előfordulása
A csukabálna az északi félgömb tengereiben él. Az Atlanti-óceánban élő alfaj egyedszáma egy 2004-es becslés szerint 184 000 körül van. A másik két alfaj egyedeinek számát 2005-ig még nem próbálták megbecsülni. A déli faj egyedszáma 760 000-re tehető. A bálnák megtalálhatók a sarkoktól az Egyenlítőig mindenfelé.

## Megjelenése
A csukabálna a második legkisebb sziláscet. A kifejlett példányok testhossza 6,7-10,7 méter közötti, testtömegük 6-13 tonna. A hímek és a nőstények nagyjából azonos méretűek. Alkatában megfelel a közönséges barázdásbálnának, de zömökebb felépítésű. Rövid, felülnézetből háromszögletű feje van, hátának közepe mögött feltűnő, hátrahajló uszonyt visel. A csukabálnát a többi bálnától a mellső uszonyán levő fehér sáv alapján lehet legkönnyebben megkülönböztetni. A testük szürkés-fekete, a hasi oldalon fehér. 2-20 percenként vesz levegőt. Ilyenkor az állat teljes háta, a hátúszóval és a légzőnyílásokkal együtt, a vízfelszín fölé emelkedik. Mikor újra lemerül, a teste jellegzetesen meghajlik. A bálna becslések szerint 20–30 km/órával képes úszni. Szájában, egy-egy oldalon 240-360 szila található. A szájfenéktől a melltájékig 50-70 torokbarázda található. A csukabálnák 30-50, legfeljebb 60 évig élnek.

## Életmódja
A csukabálnák többnyire egyesével vagy néhány fős csapatokban járnak. Szívesen játszanak a hajók körül. Kilégzéskor páraoszlopuk alacsony és kevésbé markáns, főként, ha nem mélyről jöttek fel. Táplálék után vadászva nemritkán delfinekkel társulnak. Azt is megfigyelték, amint nagyobb bálnákat követtek, néha majdnem olyan benyomást keltve, mintha azok borjai lennének. Ez különösen akkor szokott megesni, amikor a bálnák telelőterületeikről nyári szállásuk felé tartanak. A csukabálnák ilyenkor vándorolnak a szubtrópusi vizekből az Északi-sarkvidék felé. Láthatóan csak a magasabb szélességeken táplálkoznak, telelőhelyeiken koplalnak.
Az állat nem specializálódott nagyon. A csukabálna a vízből sziláival kiszűrt apró rákok mellett kisebb heringeket és egyéb csapathalakat is fog. Ügyes úszó; szívesebben marad a felszín közelében. Táplálkozó területei többnyire a partok közelében fekszenek, ezért más bálnáknál gyakrabban figyelhető meg a hajókról.

## Szaporodása
A csukabálna 6-8 évesen válik ivaréretté. A párosodás az Atlanti-óceán északi felének szubtrópusi vizeiben zajlik, az északra vonulás kezdetekor, február–márciusban. A nőstény 10 hónapig vemhes. A borjú születésekor 280 centiméter hosszú. Az ellések nagy része október és december közé esik. A csukabálnatehenek ekkortájt az Egyenlítő közelében tartózkodnak. Körülbelül egy hónap múltán indulnak el lassan északra borjaikkal együtt, hogy az arktikus vizeken töltsék a nyarat. A táplálkozó- és ellőhelyek így meglehetősen távol esnek egymástól. A csukabálna 5 hónapig szoptatja borját.

## A csukabálna és az ember

### Vadászata
A csukabálnát korabeli norvég írások szerint már i. sz. 800-ban is vadászták. A vadászat során a bálnákat sekély öblökbe csalták, és ott fertőzött szigonyokkal ölték meg. Ez a módszer egészen a 20. századig tartotta magát.
A bálnavadászok többnyire a nagyobb testű fajokat, például a kék bálnát és a tőkebálnát részesítették előnyben a kis termetű csukabálnával szemben. Azonban a fenti fajok populációja az 1970-es évekre jelentősen megfogyatkozott, így a nagy bálnavadász-társaságok figyelme a csukabálnára irányult. 1979-re már szinte csak ezt a fajt vadászták. 1904 és 2000 közt hivatalosan 116 568 csukabálnát lőttek ki, ennek jelentős részét a déli fajból.
Japán és Izland, bár korlátozottan, de még mindig folytatja a csukabálnák vadászatát, "tudományos célból". Sok természetvédelmi szervezet szerint ez valójában kereskedelmi célú bálnavadászatot takar. Emellett Norvégiában is vadásszák a fajt, 2005-ben 639, 2006-ban pedig 521 egyedet lőttek ki.

### Megfigyelése
Mivel a csukabálnák a sziláscetek közül viszonylag gyakoriak, így a bálna-megfigyelő turizmus kedvelt célpontjai. Ilyen hajótúrák indulnak például a skóciai Mull-szigetről vagy az izlandi Húsavíkból. A csukabálnák kíváncsiak, és gyakran felbukkannak a hajók környékén, azonban a hosszúszárnyú bálnával szemben soha nem lehet tőlük akrobatikus ugrásokat látni.